# Norman McFarland
Norman Francis McFarland (Martinez, 21 février 1922 — Orange, 16 avril 2010) est un évêque catholique américain.
Ordonné prêtre en 1946, McFarland a été nommé comme évêque auxiliaire de San Francisco et comme évêque titulaire de Bida (de) en 1970. En 1974, il a été nommé comme administrateur apostolique et en 1976 comme évêque de Reno (en). En 1986, il a été nommé comme deuxième évêque d'Orange en Californie. 